# Ричардс, Эрин
Э́рин Ри́чардс (англ. Erin Richards, род. 17 мая 1986, Пенарт, Уэльс) — валлийская актриса. Наиболее известна по роли детектива Нэнси Рид в сверхъестественном британском сериале «Быть человеком».

## Детство и образование
Родилась в Пенарте в Уэльсе и окончила Уэльский Королевский колледж музыки и драмы (англ. Royal Welsh College of Music and Drama).

## Фильмография
| Кино        | Кино             | Кино                  | Кино                     | Кино              |
| Год         | Русское название | Оригинальное название | Роль                     | Примечание        |
| ----------- | ---------------- | --------------------- | ------------------------ | ----------------- |
| 2005        | Срок годности    | Expiry Date           | Люси                     |                   |
| 2008        | Точка Абрахама   | Abraham's Point       | Милли                    |                   |
| 2009        | Семнадцать       | 17                    | Джемма                   | Короткометражка   |
| 2010        | Баланс           | Balance               | Бекки                    |                   |
| 2013        | Открытая могила  | Open Grave            | Шарон                    |                   |
| 2014        | Эксперимент: Зло | The Quiet Ones        | Кристина «Крисси» Далтон |                   |
| Телевидение |                  |                       |                          |                   |
| Год         | Русское название | Оригинальное название | Роль                     | Примечание        |
|             |                  |                       |                          |                   |
| 2011        | Быть человеком   | Being Human           | детектив Нэнси Рид       |                   |
| 2012        | Лучшая охрана    | Breaking In           | Молли Мари Хьюгс         |                   |
| 2012        | Мерлин           | Merlin                | Эйра                     |                   |
| 2013        | Пересекая черту  | Crossing Lines        | Николь Райан             | Сезон 1, эпизод 3 |
| 2013        | Отбросы          | Misfits               | Сара                     | Сезон 5, эпизод 7 |
| 2014–19     | Готэм            | Gotham                | Барбара Кин              | Основной состав   |
| Радио       |                  |                       |                          |                   |
| Год         | Русское название | Оригинальное название | Роль                     | Примечание        |
| 2009        | Торчвуд          | Torchwood             | Фреда                    | Радио-пьеса       |